# Sovski Dol
Sovski Dol is een plaats in de gemeente Čaglin in de Kroatische provincie Požega-Slavonië. De plaats telt 155 inwoners (2001).